# فهیم فاضلی
فهیم فاضلی (زاده ۳۰ مهٔ ۱۹۶۶) بازیگر افغانستانی-آمریکایی است.
از فیلم‌های معروف او می‌توان به بازی در فیلم شهر را بلرزان، مرد آهنی و تک‌تیرانداز آمریکایی اشاره کرد.